# Franciaország a 2018. évi téli olimpiai játékokon
Franciaország a dél-koreai Phjongcshangban megrendezett 2018. évi téli olimpiai játékok egyik részt vevő nemzete volt. Az országot az olimpián 11 sportágban 106 sportoló képviselte, akik összesen 15 érmet szereztek.

## Érmesek
| Érem  | Versenyző                                                                | Sportág      | Versenyszám                 |
| ----- | ------------------------------------------------------------------------ | ------------ | --------------------------- |
| Arany | Martin Fourcade                                                          | Biatlon      | Férfi 12,5 km üldözőverseny |
| Arany | Martin Fourcade                                                          | Biatlon      | Férfi 15 km tömegrajtos     |
| Arany | Marie Dorin-Habert Anais Bescond Simon Desthieux Martin Fourcade         | Biatlon      | Vegyes váltó                |
| Arany | Perrine Laffont                                                          | Síakrobatika | Női mogul                   |
| Arany | Pierre Vaultier                                                          | Snowboard    | Férfi snowboard cross       |
| Ezüst | Alexis Pinturault                                                        | Alpesisí     | Férfi összetett             |
| Ezüst | Gabriella Papadakis Guillaume Cizeron                                    | Műkorcsolya  | Jégtánc                     |
| Ezüst | Marie Martinod                                                           | Síakrobatika | Női félcső                  |
| Ezüst | Julia Pereira de Sousa-Mabileau                                          | Snowboard    | Női snowboard cross         |
| Bronz | Alexis Pinturault                                                        | Alpesisí     | Férfi óriás-műlesiklás      |
| Bronz | Victor Muffat-Jeandet                                                    | Alpesisí     | Férfi összetett             |
| Bronz | Anais Bescond                                                            | Biatlon      | Női 10 km üldözőverseny     |
| Bronz | Anais Chevalier Marie Dorin-Habert Justine Braisaz Anais Bescond         | Biatlon      | Női 4 × 6 km váltó          |
| Bronz | Adrien Backscheider Jean-Marc Gaillard Maurice Manificat Clément Parisse | Sífutás      | Férfi 4 × 10 km váltó       |
| Bronz | Maurice Manificat Richard Jouve                                          | Sífutás      | Férfi csapatsprint          |

## Alpesisí
Férfi
| Versenyző             | Versenyszám            | 1. futam      | 1. futam      | 2. futam | 2. futam | Összesítés | Összesítés |
| Versenyző             | Versenyszám            | Idő           | Hely.         | Idő      | Hely.    | Idő        | Helyezés   |
| --------------------- | ---------------------- | ------------- | ------------- | -------- | -------- | ---------- | ---------- |
| Johan Clarey          | Lesiklás               |               |               |          |          | 1:42,39    | 18.        |
| Mathieu Faivre        | Óriás-műlesiklás       | 1:09,06       | 5.            | 1:10,93  | 20.      | 2:19,99    | 7.         |
| Thomas Fanara         | Óriás-műlesiklás       | 1:09,22       | 6.            | 1:10,61  | 16.      | 2:19,83    | 5.         |
| Blaise Giezendanner   | Szuperóriás-műlesiklás |               |               |          |          | 1:24,82    | 4.         |
| Jean-Baptiste Grange  | Műlesiklás             | nem ért célba | nem ért célba | kiesett  | kiesett  | kiesett    | kiesett    |
| Victor Muffat-Jeandet | Óriás-műlesiklás       | 1:09,44       | 8.            | 1:10,41  | 10.      | 2:19,85    | 6.         |
| Victor Muffat-Jeandet | Műlesiklás             | 48,54         | 6.            | 51,18    | 11.      | 1:39,72    | 5.         |
| Maxence Muzaton       | Lesiklás               |               |               |          |          | 1:42,96    | =23.       |
| Maxence Muzaton       | Szuperóriás-műlesiklás |               |               |          |          | 1:26,08    | 18.        |
| Clément Noël          | Műlesiklás             | 48,58         | 7.            | 51,12    | 10.      | 1:39,70    | 4.         |
| Alexis Pinturault     | Óriás-műlesiklás       | 1:08,90       | 2.            | 1:10,45  | 12.      | 2:19,35    |            |
| Alexis Pinturault     | Műlesiklás             | 48,34         | 3.            | 51,41    | 14.      | 1:39,75    | 6.         |
| Brice Roger           | Lesiklás               |               |               |          |          | 1:41,39    | 8.         |
| Brice Roger           | Szuperóriás-műlesiklás |               |               |          |          | 1:26,10    | 19.        |
| Adrien Théaux         | Lesiklás               |               |               |          |          | 1:42,99    | 26.        |
| Adrien Théaux         | Szuperóriás-műlesiklás |               |               |          |          | 1:25,76    | 15.        |

| Versenyző                | Versenyszám | Lesiklás | Lesiklás | Műlesiklás    | Műlesiklás    | Összesítés | Összesítés |
| Versenyző                | Versenyszám | Idő      | Hely.    | Idő           | Hely.         | Idő        | Helyezés   |
| ------------------------ | ----------- | -------- | -------- | ------------- | ------------- | ---------- | ---------- |
| Thomas Mermillod-Blondin | Összetett   | 1:20,89  | 17.      | 47,13         | 6.            | 2:08,02    | 6.         |
| Victor Muffat-Jeandet    | Összetett   | 1:21,57  | 29.      | 45,97         | 2.            | 2:07,54    |            |
| Maxence Muzaton          | Összetett   | 1:20,58  | 14.      | nem ért célba | nem ért célba | kiesett    | kiesett    |
| Alexis Pinturault        | Összetett   | 1:20,28  | 10.      | 46,47         | 3.            | 2:06,75    |            |

Női
| Versenyző            | Versenyszám            | 1. futam | 1. futam | 2. futam      | 2. futam      | Összesítés | Összesítés |
| Versenyző            | Versenyszám            | Idő      | Hely.    | Idő           | Hely.         | Idő        | Helyezés   |
| -------------------- | ---------------------- | -------- | -------- | ------------- | ------------- | ---------- | ---------- |
| Adeline Baud-Mugnier | Óriás-műlesiklás       | 1:12,89  | 17.      | 1:11,04       | 26.           | 2:23,93    | 20.        |
| Adeline Baud-Mugnier | Műlesiklás             | 52,65    | 31.      | nem ért célba | nem ért célba | kiesett    | kiesett    |
| Taïna Barioz         | Óriás-műlesiklás       | 1:13,54  | 23.      | 1:10,06       | 15.           | 2:23,60    | 19.        |
| Laura Gauché         | Lesiklás               |          |          |               |               | 1:42,29    | 22.        |
| Tiffany Gauthier     | Lesiklás               |          |          |               |               | 1:41,04    | 13.        |
| Tiffany Gauthier     | Szuperóriás-műlesiklás |          |          |               |               | 1:22,56    | 22.        |
| Romane Miradoli      | Lesiklás               |          |          |               |               | 1:41,64    | 18.        |
| Romane Miradoli      | Szuperóriás-műlesiklás |          |          |               |               | 1:22,36    | 19.        |
| Nastasia Noens       | Műlesiklás             | 51,84    | 23.      | 50,44         | 13.           | 1:42,28    | 20.        |
| Jennifer Piot        | Lesiklás               |          |          |               |               | 1:41,17    | 16.        |
| Jennifer Piot        | Szuperóriás-műlesiklás |          |          |               |               | 1:22,38    | 20.        |
| Tessa Worley         | Szuperóriás-műlesiklás |          |          |               |               | 1:23,54    | 28.        |
| Tessa Worley         | Óriás-műlesiklás       | 1:12,06  | 14.      | 1:09,00       | 2.            | 2:21,06    | 7.         |

| Versenyző           | Versenyszám | Lesiklás   | Lesiklás   | Műlesiklás    | Műlesiklás    | Összesítés | Összesítés |
| Versenyző           | Versenyszám | Idő        | Hely.      | Idő           | Hely.         | Idő        | Helyezés   |
| ------------------- | ----------- | ---------- | ---------- | ------------- | ------------- | ---------- | ---------- |
| Anne Sophie Barthet | Összetett   | nem indult | nem indult | kiesett       | kiesett       | kiesett    | kiesett    |
| Laura Gauché        | Összetett   | 1:42,15    | 11.        | 42,64         | 12.           | 2:24,79    | 12.        |
| Romane Miradoli     | Összetett   | 1:41,83    | 9.         | nem ért célba | nem ért célba | kiesett    | kiesett    |

Vegyes
| Versenyző                                                                                       | Versenyszám | Nyolcaddöntő           | Negyeddöntő                | Elődöntő            | Bronzmérkőzés           | Helyezés |
| Versenyző                                                                                       | Versenyszám | Ellenfél Eredmény      | Ellenfél Eredmény          | Ellenfél Eredmény   | Ellenfél Eredmény       | Helyezés |
| ----------------------------------------------------------------------------------------------- | ----------- | ---------------------- | -------------------------- | ------------------- | ----------------------- | -------- |
| Julien Lizeroux Clément Noël Alexis Pinturault Adeline Baud Mugnier Nastasia Noens Tessa Worley | Vegyes      | Kanada (CAN) · Gy 2*–2 | Olaszország (ITA) · Gy 3–1 | Svájc (SUI) · V 1–3 | Norvégia (NOR) · V 2–2* | 4.       |

## Biatlon
Férfi
| Versenyző                                                           | Versenyszám            | Időeredmény | Lövőhiba    | Helyezés |
| ------------------------------------------------------------------- | ---------------------- | ----------- | ----------- | -------- |
| Simon Desthieux                                                     | 10 km sprint           | 24:11,1     | 2 (2+0)     | 12.      |
| Simon Desthieux                                                     | 12,5 km üldözőverseny  | 33:55,4     | 3 (1+0+1+1) | 7.       |
| Simon Desthieux                                                     | 20 km egyéni indításos | 51:03,6     | 4 (0+2+1+1) | 27.      |
| Simon Desthieux                                                     | 15 km tömegrajtos      | 37:45,9     | 5 (1+2+2+0) | 22.      |
| Quentin Fillon Maillet                                              | 10 km sprint           | 25:28,1     | 4 (3+1)     | 48.      |
| Quentin Fillon Maillet                                              | 12,5 km üldözőverseny  | 37:57,2     | 7 (3+0+2+2) | 44.      |
| Quentin Fillon Maillet                                              | 15 km tömegrajtos      | 38:57,5     | 7 (3+2+2+0) | 29.      |
| Martin Fourcade                                                     | 10 km sprint           | 24:00,9     | 3 (3+0)     | 8.       |
| Martin Fourcade                                                     | 12,5 km üldözőverseny  | 32:51,7     | 1 (1+0+0+0) |          |
| Martin Fourcade                                                     | 20 km egyéni indításos | 48:46,2     | 2 (0+0+0+2) | 5.       |
| Martin Fourcade                                                     | 15 km tömegrajtos      | 35:47,3     | 2 (1+0+0+1) |          |
| Antonin Guigonnat                                                   | 10 km sprint           | 24:37,5     | 3 (1+2)     | 27.      |
| Antonin Guigonnat                                                   | 12,5 km üldözőverseny  | 35:27,9     | 5 (2+1+0+2) | 19.      |
| Antonin Guigonnat                                                   | 20 km egyéni indításos | 50:33,5     | 2 (0+2+0+0) | 23.      |
| Antonin Guigonnat                                                   | 15 km tömegrajtos      | 37:15,3     | 5 (1+0+2+2) | 19.      |
| Émilien Jacquelin                                                   | 20 km egyéni indításos | 55:26,1     | 7 (2+2+2+1) | 77.      |
| Simon Desthieux Martin Fourcade Antonin Guigonnat Émilien Jacquelin | 4 × 7,5 km váltó       | 1:18:43,1   | 3+12        | 5.       |

Női
| Versenyző                                                        | Versenyszám            | Időeredmény | Lövőhiba    | Helyezés |
| ---------------------------------------------------------------- | ---------------------- | ----------- | ----------- | -------- |
| Célia Aymonier                                                   | 15 km egyéni indításos | 46:40,3     | 5 (2+1+0+2) | 48.      |
| Anaïs Bescond                                                    | 7,5 km sprint          | 22:20,8     | 2 (0+2)     | 19.      |
| Anaïs Bescond                                                    | 10 km üldözőverseny    | 31:04,9     | 1 (0+0+1+0) |          |
| Anaïs Bescond                                                    | 15 km egyéni indításos | 45:10,9     | 3 (2+0+1+0) | 31.      |
| Anaïs Bescond                                                    | 12,5 km tömegrajtos    | 37:23,5     | 4 (1+0+2+1) | 17.      |
| Justine Braisaz                                                  | 7,5 km sprint          | 21:54,1     | 2 (1+1)     | 10.      |
| Justine Braisaz                                                  | 10 km üldözőverseny    | 34:08,0     | 7 (0+2+1+4) | 34.      |
| Justine Braisaz                                                  | 15 km egyéni indításos | 46:57,2     | 5 (1+2+2+0) | 55.      |
| Justine Braisaz                                                  | 12,5 km tömegrajtos    | 37:49,6     | 5 (0+1+3+1) | 20.      |
| Anaïs Chevalier                                                  | 7,5 km sprint          | 22:15,6     | 2 (1+1)     | 16.      |
| Anaïs Chevalier                                                  | 10 km üldözőverseny    | 33:28,0     | 5 (3+0+0+2) | 24.      |
| Anaïs Chevalier                                                  | 15 km egyéni indításos | 45:01,9     | 3 (1+1+1+0) | 28.      |
| Anaïs Chevalier                                                  | 12,5 km tömegrajtos    | 40:39,7     | 6 (2+3+1+0) | 29.      |
| Marie Dorin-Habert                                               | 7,5 km sprint          | 21:39,3     | 1 (1+0)     | 4.       |
| Marie Dorin-Habert                                               | 10 km üldözőverseny    | 33:37,8     | 7 (2+0+2+3) | 27.      |
| Marie Dorin-Habert                                               | 12,5 km tömegrajtos    | 36:20,9     | 2 (0+1+0+1) | 9.       |
| Anaïs Bescond Justine Braisaz Anaïs Chevalier Marie Dorin Habert | 4 × 6 km váltó         | 1:12:21,0   | 0+14        |          |

Vegyes
| Versenyző                                                        | Versenyszám  | Időeredmény | Lövőhiba | Helyezés |
| ---------------------------------------------------------------- | ------------ | ----------- | -------- | -------- |
| Anaïs Bescond Simon Desthieux Marie Dorin Habert Martin Fourcade | Vegyes váltó | 1:08:34,3   | 0+4      |          |

## Bob
Férfi
| Versenyző                                                      | Versenyszám | 1. futam | 1. futam | 2. futam | 2. futam | 3. futam | 3. futam | 4. futam | 4. futam | Összesítés | Összesítés |
| Versenyző                                                      | Versenyszám | Idő      | Hely.    | Idő      | Hely.    | Idő      | Hely.    | Idő      | Hely.    | Idő        | Helyezés   |
| -------------------------------------------------------------- | ----------- | -------- | -------- | -------- | -------- | -------- | -------- | -------- | -------- | ---------- | ---------- |
| Dorian Hauterville Romain Heinrich                             | Kettes      | 49,74    | 18.      | 49,73    | 18.      | 49,55    | 12.      | 49,46    | 7.       | 3:18,48    | 13.        |
| Vincent Castell Loïc Costerg Dorian Hauterville Vincent Ricard | Négyes      | 49,09    | =12.     | 49,36    | 11.      | 49,19    | 10.      | 49,92    | 20.      | 3:17,56    | 11.        |

* – a bob vezetője

## Északi összetett
| Versenyző                                                                             | Versenyszám        | Síugrás | Síugrás | Síugrás | Síugrás    | Sífutás | Összesítés | Összesítés |
| Versenyző                                                                             | Versenyszám        | Táv     | Pont    | Hely.   | Időhátrány | Idő     | Idő        | Helyezés   |
| ------------------------------------------------------------------------------------- | ------------------ | ------- | ------- | ------- | ---------- | ------- | ---------- | ---------- |
| François Braud                                                                        | Normálsánc + 10 km | 101,5   | 108,6   | 12.     | +1:28      | 25:12,5 | 26:40,5    | 15.        |
| François Braud                                                                        | Nagysánc + 10 km   | 121,0   | 112,6   | 17.     | +1:45      | 23:39,6 | 25:24,6    | 15.        |
| Antoine Gérard                                                                        | Normálsánc + 10 km | 96,5    | 92,9    | 24.     | +2:31      | 25:05,8 | 27:36,8    | 26.        |
| Antoine Gérard                                                                        | Nagysánc + 10 km   | 108,0   | 85,5    | 36.     | +3:34      | 23:46,3 | 27:20,3    | 32.        |
| Maxime Laheurte                                                                       | Normálsánc + 10 km | 104,5   | 110,7   | 10.     | +1:20      | 24:54,5 | 26:14,5    | 11.        |
| Maxime Laheurte                                                                       | Nagysánc + 10 km   | 128,5   | 122,6   | 11.     | +1:05      | 24:17,8 | 25:22,8    | 14.        |
| Jason Lamy-Chappuis                                                                   | Normálsánc + 10 km | 96,0    | 97,7    | 19.     | +2:12      | 25:36,9 | 27:48,9    | 31.        |
| Jason Lamy-Chappuis                                                                   | Nagysánc + 10 km   | 118,5   | 94,9    | 31.     | +2:56      | 24:21,5 | 27:17,5    | 30.        |
| François Braud Antoine Gérard Maxime Laheurte Jason Lamy-Chappuis Laurent Muhlethaler | Csapat             | 517,0   | 417,9   | 5.      | +1:09      | 47:28,0 | 48:37,0    | 5.         |

## Gyorskorcsolya
Férfi
| Versenyző     | Versenyszám | Eredmény | Helyezés |
| ------------- | ----------- | -------- | -------- |
| Alexis Contin | 1500 m      | 1:47,33  | 22.      |
| Alexis Contin | 5000 m      | 6:18,13  | 11.      |

Tömegrajtos
| Versenyző     | Versenyszám | Elődöntő | Elődöntő | Elődöntő | Döntő | Döntő   | Döntő    |
| Versenyző     | Versenyszám | Pont     | Idő      | Hely.    | Pont  | Idő     | Helyezés |
| ------------- | ----------- | -------- | -------- | -------- | ----- | ------- | -------- |
| Alexis Contin | Férfi       | 3        | 8:28,70  | 8.       | 0     | 7:45,64 | 10.      |

## Műkorcsolya
| Versenyző                             | Versenyszám  | Rövid program | Rövid program | Kűr     | Kűr     | Összesítés | Összesítés |
| Versenyző                             | Versenyszám  | Pont          | Hely.         | Pont    | Hely.   | Pont       | Helyezés   |
| ------------------------------------- | ------------ | ------------- | ------------- | ------- | ------- | ---------- | ---------- |
| Chafik Besseghier                     | Férfi egyéni | 72,10         | 26.           | kiesett | kiesett | kiesett    | kiesett    |
| Maé-Bérénice Méité                    | Női egyéni   | 53,67         | 22.           | 106,25  | 18.     | 159,92     | 19.        |
| Vanessa James Morgan Ciprès           | Páros        | 75,34         | 6.            | 143,19  | 5.      | 218,53     | 5.         |
| Gabriella Papadakis Guillaume Cizeron | Jégtánc      | 81,93         | 2.            | 123,35  | 1.      | 205,28     |            |
| Marie-Jade Lauriault Romain Le Gac    | Jégtánc      | 59,97         | 18.           | 89,62   | 17      | 149,59     | 17.        |

Csapat
| Versenyző | Versenyszám   | Rövid program    | Rövid program    | Rövid program    | Rövid program    | Rövid program | Rövid program | Kűr              | Kűr              | Kűr              | Kűr              | Kűr        | Kűr        |
| Versenyző | Versenyszám   | Férfi            | Női              | Páros            | Jégtánc          | Összesítés    | Összesítés    | Férfi            | Női              | Páros            | Jégtánc          | Összesítés | Összesítés |
| Versenyző | Versenyszám   | Pont Csapat pont | Pont Csapat pont | Pont Csapat pont | Pont Csapat pont | Pont          | Hely.         | Pont Csapat pont | Pont Csapat pont | Pont Csapat pont | Pont Csapat pont | Pont       | Helyezés   |
| --- | ------------- | ---------------- | ---------------- | ---------------- | ---------------- | ------------- | ------------- | ---------------- | ---------------- | ---------------- | ---------------- | ---------- | ---------- |
| Chafik Besseghier (F) Maé-Bérénice Méité (N) Vanessa James / Morgan Ciprès (P) Marie-Jade Lauriault / Romain Le Gac (J) | Csapatverseny | 61,06 1          | 46,62 2          | 68,49 5          | 57,94 5          | 13            | 10.           | kiesett          | kiesett          | kiesett          | kiesett          | kiesett    | kiesett    |

## Rövidpályás gyorskorcsolya
Férfi
| Versenyző         | Versenyszám | Előfutam | Előfutam | Negyeddöntő | Negyeddöntő | Elődöntő | Elődöntő | B döntő | B döntő | Döntő    | Döntő   | Helyezés |
| Versenyző         | Versenyszám | Idő      | Hely.    | Idő         | Hely.       | Idő      | Hely.    | Idő     | Hely.   | Idő      | Hely.   | Helyezés |
| ----------------- | ----------- | -------- | -------- | ----------- | ----------- | -------- | -------- | ------- | ------- | -------- | ------- | -------- |
| Thibaut Fauconnet | 500 m       | 1:04,756 | 4.       | kiesett     | kiesett     | kiesett  | kiesett  | kiesett | kiesett | kiesett  | kiesett | 27.      |
| Thibaut Fauconnet | 1000 m      | 1:24,381 | 2.       | 1:24,344    | 3.          | kiesett  | kiesett  | kiesett | kiesett | kiesett  | kiesett | 12.      |
| Thibaut Fauconnet | 1500 m      | 2:15,768 | 2.       |             |             | 2:12,049 | 2        |         |         | 2:53,150 | 7.      | 7.       |
| Sébastien Lepape  | 500 m       | 40,900   | 3.       | kiesett     | kiesett     | kiesett  | kiesett  | kiesett | kiesett | kiesett  | kiesett | 22.      |
| Sébastien Lepape  | 1000 m      | 1:23,489 | 3.       | kiesett     | kiesett     | kiesett  | kiesett  | kiesett | kiesett | kiesett  | kiesett | 19.      |
| Sébastien Lepape  | 1500 m      | 2:13,965 | 2.       |             |             | 2:11,967 | 5.       | kiesett | kiesett | kiesett  | kiesett | 15.      |

Női
| Versenyző            | Versenyszám | Előfutam | Előfutam | Negyeddöntő | Negyeddöntő | Elődöntő | Elődöntő | B döntő | B döntő | Döntő   | Döntő   | Helyezés |
| Versenyző            | Versenyszám | Idő      | Hely.    | Idő         | Hely.       | Idő      | Hely.    | Idő     | Hely.   | Idő     | Hely.   | Helyezés |
| -------------------- | ----------- | -------- | -------- | ----------- | ----------- | -------- | -------- | ------- | ------- | ------- | ------- | -------- |
| Tifany Huot-Marchand | 500 m       | 44,659   | 3.       | kiesett     | kiesett     | kiesett  | kiesett  | kiesett | kiesett | kiesett | kiesett | 22.      |
| Tifany Huot-Marchand | 1500 m      | 2:29,996 | 4.       |             |             | kiesett  | kiesett  | kiesett | kiesett | kiesett | kiesett | 23.      |
| Véronique Pierron    | 500 m       | 43,148   | 4.       | kiesett     | kiesett     | kiesett  | kiesett  | kiesett | kiesett | kiesett | kiesett | 25.      |
| Véronique Pierron    | 1000 m      | 1:35,299 | 2.       | 1:30,323    | 4.          | kiesett  | kiesett  | kiesett | kiesett | kiesett | kiesett | 15.      |
| Véronique Pierron    | 1500 m      | 2:22,119 | 3.       |             |             | 2:28,023 | 5.       | kiesett | kiesett | kiesett | kiesett | 13.      |

## Síakrobatika
Félcső
| Versenyző      | Versenyszám | Selejtező | Selejtező | Selejtező     | Selejtező | Döntő      | Döntő      | Döntő      | Döntő         | Döntő      |
| Versenyző      | Versenyszám | 1. futam  | 2. futam  | Jobb eredmény | Hely.     | 1. futam   | 2. futam   | 3. futam   | Jobb eredmény | Helyezés   |
| -------------- | ----------- | --------- | --------- | ------------- | --------- | ---------- | ---------- | ---------- | ------------- | ---------- |
| Thomas Krief   | Férfi       | 74,40     | 25,80     | 74,40         | 10.       | 9,80       | nem indult | nem indult | 9,80          | 10.        |
| Kévin Rolland  | Férfi       | 87,80     | 37,80     | 87,80         | 6.        | 6,40       | 6,40       | 5,60       | 6,40          | 11.        |
| Anais Caradeux | Női         | 25,00     | 72,80     | 72,80         | 12.       | nem indult | nem indult | nem indult | nem indult    | nem indult |
| Marie Martinod | Női         | 91,60     | 92,00     | 92,00         | 2.        | 92,20      | 92,60      | 23,20      | 92,60         |            |

Mogul
| Versenyző        | Versenyszám | Selejtező | Selejtező | Selejtező | Selejtező | Selejtező     | Selejtező     | Selejtező | Selejtező | Döntő    | Döntő    | Döntő    | Döntő    | Döntő    | Döntő    | Döntő    | Döntő    | Döntő    | Döntő    | Döntő    | Helyezés |
| Versenyző        | Versenyszám | 1. futam  | 1. futam  | 1. futam  | 1. futam  | 2. futam      | 2. futam      | 2. futam  | 2. futam  | 1. futam | 1. futam | 1. futam | 1. futam | 2. futam | 2. futam | 2. futam | 2. futam | 3. futam | 3. futam | 3. futam | Helyezés |
| Versenyző        | Versenyszám | Idő       | Pont      | Össz.     | Hely.     | Idő           | Pont          | Össz.     | Hely.     | Idő      | Pont     | Össz.    | Hely.    | Idő      | Pont     | Össz.    | Hely.    | Idő      | Pont     | Össz.    | Helyezés |
| ---------------- | ----------- | --------- | --------- | --------- | --------- | ------------- | ------------- | --------- | --------- | -------- | -------- | -------- | -------- | -------- | -------- | -------- | -------- | -------- | -------- | -------- | -------- |
| Anthony Benna    | Férfi       | 25,48     | 61,88     | 76,28     | 12.       | 25,45         | 45,86         | 60,30     | 6.        | 24,85    | 51,20    | 76,43    | 13.      | kiesett  | kiesett  | kiesett  | kiesett  | kiesett  | kiesett  | kiesett  | 13.      |
| Benjamin Cavet   | Férfi       | 26,40     | 59,55     | 72,74     | 21.       | 25,42         | 56,55         | 71,03     | 15.       | kiesett  | kiesett  | kiesett  | kiesett  | kiesett  | kiesett  | kiesett  | kiesett  | kiesett  | kiesett  | kiesett  | 25.      |
| Sacha Theocharis | Férfi       | 24,89     | 61,37     | 76,55     | 10.       | kiemelt       | kiemelt       | kiemelt   | kiemelt   | 23,97    | 60,70    | 77,09    | 12.      | 25,40    | 19,98    | 34,49    | 9.       | kiesett  | kiesett  | kiesett  | 9.       |
| Camille Cabrol   | Női         | 31,96     | 56,91     | 68,89     | 16.       | nem ért célba | nem ért célba | 68,89     | 12.       | kiesett  | kiesett  | kiesett  | kiesett  | kiesett  | kiesett  | kiesett  | kiesett  | kiesett  | kiesett  | kiesett  | 22.      |
| Perrine Laffont  | Női         | 28,87     | 64,25     | 79,72     | 1.        | kiemelt       | kiemelt       | kiemelt   | kiemelt   | 29,33    | 60,81    | 75,76    | 6.       | 29,78    | 63,42    | 77,86    | 3.       | 29,36    | 63,74    | 78,65    |          |

Krossz
| Versenyző                | Versenyszám | Selejtező | Selejtező | Nyolcaddöntő  | Negyeddöntő | Elődöntő      | Döntő       | Helyezés |
| Versenyző                | Versenyszám | Idő       | Hely.     | Helyezés      | Helyezés    | Helyezés      | Helyezés    | Helyezés |
| ------------------------ | ----------- | --------- | --------- | ------------- | ----------- | ------------- | ----------- | -------- |
| Arnaud Bovolenta         | Férfi       | 1:10,12   | 14.       | 2.            | 2.          | 3.            | Kisdöntő 2. | 6.       |
| Jean-Frédéric Chapuis    | Férfi       | 1:09,84   | 7.        | 2.            | 4.          | kiesett       | kiesett     | 13.      |
| François Place           | Férfi       | 1:10,26   | 18.       | 1.            | 3.          | kiesett       | kiesett     | 10.      |
| Térence Tchiknavorian    | Férfi       | 1:10,41   | 24.       | nem ért célba | kiesett     | kiesett       | kiesett     | 28.      |
| Alizée Baron             | Női         | 1:14,11   | 6.        | 1.            | 2.          | nem ért célba | Kisdöntő 1. | 5.       |
| Marielle Berger Sabbatel | Női         | 1:15,60   | 12.       | 2.            | 3.          | kiesett       | kiesett     | 10.      |

Slopestyle
| Versenyző        | Versenyszám | Selejtező | Selejtező | Selejtező     | Selejtező | Döntő    | Döntő    | Döntő    | Döntő         | Döntő    |
| Versenyző        | Versenyszám | 1. futam  | 2. futam  | Jobb eredmény | Hely.     | 1. futam | 2. futam | 3. futam | Jobb eredmény | Helyezés |
| ---------------- | ----------- | --------- | --------- | ------------- | --------- | -------- | -------- | -------- | ------------- | -------- |
| Antoine Adelisse | Férfi       | 10,00     | 17,60     | 17,60         | 30.       | kiesett  | kiesett  | kiesett  | kiesett       | kiesett  |
| Benoit Buratti   | Férfi       | 67,00     | 62,00     | 67,00         | 21.       | kiesett  | kiesett  | kiesett  | kiesett       | kiesett  |
| Lou Barin        | Női         | 50,60     | 38,40     | 50,60         | 19.       | kiesett  | kiesett  | kiesett  | kiesett       | kiesett  |
| Tess Ledeux      | Női         | 69,40     | 28,40     | 69,40         | 15.       | kiesett  | kiesett  | kiesett  | kiesett       | kiesett  |

## Sífutás
Távolsági
Férfi
| Versenyző                                                                | Versenyszám     | Klasszikus | Klasszikus | Szabad  | Szabad | Összesen  | Összesen |
| Versenyző                                                                | Versenyszám     | Idő        | Hely.      | Idő     | Hely.  | Idő       | Helyezés |
| ------------------------------------------------------------------------ | --------------- | ---------- | ---------- | ------- | ------ | --------- | -------- |
| Adrien Backscheider                                                      | 15 km           |            |            |         |        | 35:12,0   | 17.      |
| Jean-Marc Gaillard                                                       | 15 km           |            |            |         |        | 35:35,2   | 22.      |
| Jean-Marc Gaillard                                                       | 30 km           | 40:32,6    | 6.         | 37:49,1 | 38.    | 1:18:48,5 | 27.      |
| Jean-Marc Gaillard                                                       | 50 km           |            |            |         |        | 2:14:31,4 | 16.      |
| Jules Lapierre                                                           | 30 km           | 41:13,0    | 24.        | 35:33,2 | 8.     | 1:17:19,1 | 15.      |
| Maurice Manificat                                                        | 15 km           |            |            |         |        | 34:10,9   | 5.       |
| Maurice Manificat                                                        | 30 km           | 40:33,6    | 8.         | 35:30,6 | 6.     | 1:16:34,2 | 5.       |
| Clément Parisse                                                          | 15 km           |            |            |         |        | 35:39,0   | 25.      |
| Clément Parisse                                                          | 30 km           | 40:48,9    | 17.        | 35:51,7 | 13.    | 1:17:08,6 | 13.      |
| Clément Parisse                                                          | 50 km           |            |            |         |        | 2:17:25,4 | 22.      |
| Adrien Backscheider Jean-Marc Gaillard Maurice Manificat Clément Parisse | 4 × 10 km váltó |            |            |         |        | 1:33:41,8 |          |

Női
| Versenyző                                                      | Versenyszám    | Klasszikus | Klasszikus | Szabad  | Szabad | Összesen | Összesen |
| Versenyző                                                      | Versenyszám    | Idő        | Hely.      | Idő     | Hely.  | Idő      | Helyezés |
| -------------------------------------------------------------- | -------------- | ---------- | ---------- | ------- | ------ | -------- | -------- |
| Delphine Claudel                                               | 10 km          |            |            |         |        | 28:58,9  | 57.      |
| Anouk Faivre-Picon                                             | 10 km          |            |            |         |        | 27:42,8  | 35.      |
| Anouk Faivre-Picon                                             | 15 km          | 21:45,5    | 20.        | 19:47,3 | 13.    | 42:03,8  | 13.      |
| Coraline Hugue                                                 | 10 km          |            |            |         |        | 26:37,9  | 14.      |
| Coraline Hugue                                                 | 15 km          | 23:43,8    | 49.        | 19:41,2 | 11.    | 43:56,2  | 29.      |
| Aurore Jéan                                                    | 10 km          |            |            |         |        | 27:12,6  | 22.      |
| Aurore Jéan                                                    | 15 km          | 22:20,6    | 26.        | 20:05,6 | 19.    | 43:00,8  | 23.      |
| Delphine Claudel Anouk Faivre-Picon Coraline Hugue Aurore Jéan | 4 × 5 km váltó |            |            |         |        | 55:50,2  | 12.      |

Sprint
| Versenyző                       | Versenyszám         | Selejtező | Selejtező | Negyeddöntő | Negyeddöntő | Elődöntő | Elődöntő | Döntő    | Helyezés |
| Versenyző                       | Versenyszám         | Idő       | Hely.     | Idő         | Hely.       | Idő      | Hely.    | Idő      | Helyezés |
| ------------------------------- | ------------------- | --------- | --------- | ----------- | ----------- | -------- | -------- | -------- | -------- |
| Lucas Chanavat                  | Férfi egyéni sprint | 3:18,46   | 33.       | kiesett     | kiesett     | kiesett  | kiesett  | kiesett  | 33.      |
| Baptiste Gros                   | Férfi egyéni sprint | 3:16,27   | 19.       | 3:18,62     | 2.          | 3:27,44  | 6.       | kiesett  | 12.      |
| Richard Jouve                   | Férfi egyéni sprint | 3:17,69   | 28.       | 3:12,40     | 3.          | kiesett  | kiesett  | kiesett  | 16.      |
| Richard Jouve Maurice Manificat | Férfi csapatsprint  |           |           |             |             | 16:04,45 | 2.       | 15:58,28 |          |
| Aurore Jéan                     | Női egyéni sprint   | 3:32,45   | 46.       | kiesett     | kiesett     | kiesett  | kiesett  | kiesett  | 46.      |
| Coraline Hugue Aurore Jéan      | Női csapatsprint    |           |           |             |             | 16:40,40 | 6.       | 16:32,49 | 8.       |

## Síugrás
Férfi
| Versenyző                | Versenyszám | Selejtező | Selejtező | Selejtező | 1. ugrás | 1. ugrás | 1. ugrás | 2. ugrás | 2. ugrás | 2. ugrás | Összesítés | Összesítés |
| Versenyző                | Versenyszám | Táv       | Pont      | Hely.     | Táv      | Pont     | Hely.    | Táv      | Pont     | Hely.    | Pont       | Helyezés   |
| ------------------------ | ----------- | --------- | --------- | --------- | -------- | -------- | -------- | -------- | -------- | -------- | ---------- | ---------- |
| Jonathan Learoyd         | Normálsánc  | 94,5      | 106,7     | 30.       | 98,5     | 104,1    | 25.      | 100,5    | 103,8    | 21.      | 207,9      | 27.        |
| Jonathan Learoyd         | Nagysánc    | 124,0     | 92,1      | 34.       | 119,5    | 100,1    | 41.      | kiesett  | kiesett  | kiesett  | kiesett    | kiesett    |
| Vincent Descombes Sevoie | Normálsánc  | 86,5      | 92,1      | 44.       | 90,0     | 82,4     | 43.      | kiesett  | kiesett  | kiesett  | kiesett    | kiesett    |
| Vincent Descombes Sevoie | Nagysánc    | 114,0     | 69,9      | 48.       | 105,0    | 75,9     | 50.      | kiesett  | kiesett  | kiesett  | kiesett    | kiesett    |

Női
| Versenyző    | Versenyszám | Első forduló | Első forduló | Első forduló | Döntő | Döntő | Döntő | Összesítés | Összesítés |
| Versenyző    | Versenyszám | Táv          | Pont         | Hely.        | Táv   | Pont  | Hely. | Pont       | Helyezés   |
| ------------ | ----------- | ------------ | ------------ | ------------ | ----- | ----- | ----- | ---------- | ---------- |
| Léa Lemare   | Normálsánc  | 74,5         | 62,3         | 29.          | 93,5  | 84,5  | 19.   | 146,8      | 28.        |
| Lucile Morat | Normálsánc  | 86,5         | 79,7         | 19.          | 86,5  | 75,1  | 27.   | 154,8      | 21.        |

## Snowboard
Akrobatika
Női
| Versenyző        | Versenyszám | Selejtező | Selejtező | Selejtező     | Selejtező | Döntő    | Döntő    | Döntő    | Döntő         | Helyezés |
| Versenyző        | Versenyszám | 1. futam  | 2. futam  | Jobb eredmény | Hely.     | 1. futam | 2. futam | 3. futam | Jobb eredmény | Helyezés |
| ---------------- | ----------- | --------- | --------- | ------------- | --------- | -------- | -------- | -------- | ------------- | -------- |
| Lucile Lefevre   | Slopestyle  | törölve   | törölve   | törölve       | törölve   | 28,35    | 17,31    | törölve  | 28,35         | 25.      |
| Clémence Grimal  | Halfpipe    | 14,25     | 13,00     | 14,25         | 24.       | kiesett  | kiesett  | kiesett  | kiesett       | 24.      |
| Sophie Rodriguez | Halfpipe    | 65,00     | 13,50     | 65,00         | 9.        | 50,50    | 14,75    | 13,75    | 50,50         | 10.      |
| Mirabelle Thovex | Halfpipe    | 62,25     | 64,25     | 64,25         | 10.       | 59,50    | 30,25    | 63,00    | 63,00         | 9.       |

Parallel giant slalom
| Versenyző      | Versenyszám | Selejtező | Selejtező | Nyolcaddöntő                       | Negyeddöntő                    | Elődöntő                                | Döntő                                     | Helyezés |
| Versenyző      | Versenyszám | Idő       | Hely.     | Ellenfél Eredmény                  | Ellenfél Eredmény              | Ellenfél Eredmény                       | Ellenfél Eredmény                         | Helyezés |
| -------------- | ----------- | --------- | --------- | ---------------------------------- | ------------------------------ | --------------------------------------- | ----------------------------------------- | -------- |
| Sylvain Dufour | Férfi       | 1:25,27   | 4.        | Oskar Kwiatkowski (POL) · Gy –0,10 | Edwin Coratti (ITA) · Gy –0,19 | Nevin Galmarini (SUI) · V nem ért célba | Bronzmérkőzés · Žan Košir (SLO) · V +1,49 | 4.       |

Snowboard cross
| Versenyző           | Versenyszám | Selejtező | Selejtező | Selejtező | Selejtező | Selejtező     | Selejtező | Nyolcaddöntő | Negyeddöntő   | Elődöntő      | Döntő       | Helyezés |
| Versenyző           | Versenyszám | 1. futam  | 1. futam  | 2. futam  | 2. futam  | Jobb eredmény | Kiemelés  | Nyolcaddöntő | Negyeddöntő   | Elődöntő      | Döntő       | Helyezés |
| Versenyző           | Versenyszám | Idő       | Hely.     | Idő       | Hely.     | Jobb eredmény | Kiemelés  | Helyezés     | Helyezés      | Helyezés      | Helyezés    | Helyezés |
| ------------------- | ----------- | --------- | --------- | --------- | --------- | ------------- | --------- | ------------ | ------------- | ------------- | ----------- | -------- |
| Loan Bozzolo        | Férfi       | 1:16,15   | 31.       | 1:16,11   | =8.       | 1:16,11       | 35.       | 3.           | nem ért célba | kiesett       | kiesett     | 24.      |
| Merlin Surget       | Férfi       | 1:13,82   | 5.        | kiemelt   | kiemelt   | 1:13,82       | 5.        | 3.           | nem ért célba | kiesett       | kiesett     | 17.      |
| Pierre Vaultier     | Férfi       | 1:13,14   | 1         | kiemelt   | kiemelt   | 1:13,14       | 1         | 2.           | 1.            | 3.            | 1.          |          |
| Ken Vuagnoux        | Férfi       | 1:14,29   | 10.       | kiemelt   | kiemelt   | 1:14,29       | 10.       | 2.           | nem ért célba | kiesett       | kiesett     | 21.      |
| Charlotte Bankes    | Női         | 1:18,18   | 5.        | kiemelt   | kiemelt   | 1:18,18       | 5.        |              | 3.            | nem ért célba | Kisdöntő 1. | 7.       |
| Nelly Moenne-Loccoz | Női         | 1:20,23   | 8.        | kiemelt   | kiemelt   | 1:20,23       | 8.        |              | 3.            | 5.            | Kisdöntő 4. | 10.      |
| Julia Pereira       | Női         | 1:21,72   | 18.       | 1:20,17   | 3.        | 1:20,17       | 15.       |              | 2.            | 2.            | 2.          |          |
| Chloé Trespeuch     | Női         | 1:18,51   | 6.        | kiemelt   | kiemelt   | 1:18,51       | 6.        |              | 1.            | 2.            | Kisdöntő 5. | 5.       |